# Epicauta callosa
Epicauta callosa är en skalbaggsart som beskrevs av Leconte 1866. Epicauta callosa ingår i släktet Epicauta och familjen oljebaggar. Inga underarter finns listade i Catalogue of Life.